# Fabiana Berto
 Fabiana Berto Belarmino  (São Paulo, 23 de janeiro de 1976),  é uma ex-voleibolista indoor brasileira, que atuou na posição de Levantadora que nas categorias de base da Seleção Brasileira conquistou a medalha  de prata no Campeonato Infanto-Juvenil de 1991 em Portugal, campeã do Campeonato Sul-Americano Infanto-Juvenil de 1992 na Venezuela, disputou a edição do Campeonato Mundial Infanto-Juvenil de 1993 no Brasil, foi também medalhista de ouro no Campeonato Sul-Americano Juvenil de 1994 na Colômbia e foi medalhista de prata no Campeonato Mundial Juvenil de 1995 na Tailândia.Pela Seleção Principal disputou o Grand Prix de 2001 e 2002, conquistou o ouro no Campeonato Sul-Americano de 2001 na Argentina, foi semifinalista da Copa dos Campeões de 2001 e disputou o Campeonato Mundial de 2002 na Alemanha.Em clubes possui uma medalha de prata no Torneio Internacional Top Volley em 2005 na Suíça, além das medalhas de ouro, prata e bronze, em edições do extinto Torneio Internacional Salonpas Cup, nos anos de 2005, 2006 e 2008,respectivamente.

## Carreira
Fabiana Berto começou a praticar voleibol aos 9 anos de idade em São Paulo, pois era sócia do  Clube Paineiras do Morumby e ela antes da modalidade praticou neste também: atletismo, basquete e natação, posteriormente optou pelo vôlei, seguindo os passos de sua mãe que jogava com as veteranas e  também pelo incentivo de um tio que era adepto da modalidade, em seguida seu desempenho chamou atenção de treinadores, pois, apresentava-se em quadra com seu jeito alegre de jogar, inteligência e persistência, surgindo assim o convite destes para atuar pelo Paulistano .
Posteriormente ela representou o  Pão de Açúcar e  transferiu-se para o Pinheiros .Representou a Seleção Paulista, categoria infanto-juvenil, no Campeonato Brasileiro de Seleções de 1991, alcançando o título da edição.No mesmo ano foi convocada para Seleção Brasileira para disputar o Campeonato Mundial Infanto-Juvenil sediado em Lisboa-Portugal e sagrou-se medalhista de prata nesta competição.
No ano de 1992 representou a Seleção Paulista em duas categorias no Campeonato Brasileiro de Seleções, obtendo o título na categoria infanto-juvenil e também na categoria juvenil e no mesmo ano disputou pela Seleção Brasileira o Campeonato Sul-Americano Infanto-Juvenil  em Valencia-Venezuela, ocasião da conquista da medalha de prata.Novamente em 1993 representou a Seleção Paulista no Campeonato Brasileiro de Seleções e alcançou novamente o título nesta competição e atuou novamente pela Seleção Brasileira infanto-juvenil e também na categoria juvenil, nesta última disputou o Campeonato Mundial  sediado em Brasília-Brasil e encerrou na sétima colocação.
Atuando pela Seleção Paulista conquistou em 1994 o título do Campeonato Brasileiro de Seleções, categoria juvenil, mesmo resultado obtido quando representou a Seleção Brasileira no Campeonato Sul-Americano Juvenil de Medellín-Colômbia.Na jornada 1994-95 atuou profissionalmente pelo Tensor/Pinheiros e disputou a primeira Superliga Brasileira A encerrando na sexta posição e não pontuou na edição.
No ano seguinte voltou a representar a Seleção Paulista  na categoria juvenil e conquistou o tetracampeonato do Campeonato Brasileiro de Seleções e nesta no disputou pela Seleção Brasileira o Campeonato Mundial Juvenil em Bangkok-Tailândia, ocasião que conquistou a medalha de prata.Continuou como atleta do Tensor/Pinheiros na temporada 1995-96 e  disputou a correspondente Superliga Brasileira A, encerrando na quinta colocação e não pontuou nesta edição.
Em 1996 foi convocada para os treinamentos da seleção principal pelo técnico Bernardo Rezende., mas foi dispensada.Nas competições de 1996-97 renovou com o mesmo clube que utilizou a alcunha Blue Life/Pinheiros, realizando 27 pontos, 11 de ataques, 8 de bloqueios e 8 de saques na Superliga Brasileira A e nesta edição alcançou a quinta posição. Em sua última temporada consecutiva nesse clube, sendo que este  utilizou o nome Mappin/Pinheiros nas disputas do período esportivo 1997-98, foi semifinalista na referente Superliga Brasileira A, realizando 17 pontos, 5 de ataques, 6 de bloqueios e 6 de saques, quando encerrou na quarta posição.
Transferiu-se para o MRV/Minas  na jornada seguinte, que representou o  Ituano Futebol Clube  com a alcunha: MRV/Ituano no Campeonato Paulista de 1999 alcançado o bronze nesta edição , bronze alcançando também na  Copa Brasil  neste mesmo ano.Realizou 115 pontos na Superliga Brasileira A 1998-99, sendo 65 de ataques,21 de bloqueios e 29 de saques encerrando na sexta posição.
Fabiana Berto foi atleta da Petrobrás/Macaé nas competições de 1999-00, cujo clube representou o país no Campeonato Sul-Americano de Clubes de 1999 em Cochabamba, na Bolívia e disputou a edição da Superliga Brasileira A correspondente, ocasião que registrou 107pontos, destes 56 foram de ataques, 29 de bloqueios e 22 provenientes de saques alcançando a sexta posição ao final competição.Retornou ao Blue Life/Pinheiros no período esportivo 2000-01, quando alcançou o ouro na Copa São Paulo e  o vice-campeonato paulista em 2000  e novamente o sétimo lugar na correspondente Superliga Brasileira A, registrando 75 pontos, destes 54 de ataques, 14 de bloqueios e 7 de saques.
Em 2001 foi convocada para Seleção Brasileira pelo técnico Marco Aurélio Motta e assumiu a condição de titular  no Grand Prix devido a contusão de Fofão edição na qual encerrou na quinta posição, suja fase final ocorreu em Macau e conquistou também neste ano o ouro na edição do Campeonato Sul-Americano Morón-Argentina  e finalizando esta temporada pela seleção disputou a Copa dos Campeões  no Japão e foi semifinalista, alcançando a quarta posição final pela equipe brasileira.Ainda em 2001  disputou o  Torneio Classificatório para o Campeonato Mundial de 2002 na Alemanha, realizado em Santa Fé-Argentina obtendo o título e a vaga para o referido mundial.
Reforçou a equipe da  Rexona/Ades nas competições de 2001-02 ,  foi campeã da Supercopa dos Campeões e vice-campeã do Campeonato Paranaense, contribuindo para equipe com 42 pontos, destes 20 de ataques, 15 de bloqueios e 7 de saques , isto apenas na Superliga Brasileira A correspondente quando alcançou o bronze nesta edição.Em 2002 foi novamente convocada pelo técnico Marco Aurélio Motta e disputou o Grand Prix de 2002, cuja etapa final deu-se em Hong Kong, com uma equipe jovem que alcançou o surpreendente quarto lugar , quando vestiu a camisa#14 e também na edição do Campeonato Mundial de Berlim-Alemanha, quando novamente vestiu a camisa#14 quando alcançou a sétima colocação final.
No ano de 2002 estava casada com Ângelo Vercesi, este era preparador físico do Blue Life/Pinheiros. Em sua primeira temporada pelo ACF/Campos sagrou-se campeã do Campeonato Carioca em 2002 e alcançou o bronze na Superliga Brasileira A 2002-03, executando 14 pontos para este resultado, sendo 5 de ataques, 5 de bloqueios e 4 de saques .Em 2003 foi convocada  para seleção principal para treinamentos e não foi mais convocada.Passou a defender a Brasil Telecom/Força Olímpica na temporada 2003-04, e na correspondente Superliga brasileira A  encerrou na sétima posição, realizando 48 pontos, destes 27 foram de ataques e 10 de bloqueios e 11 de saques.. Ela pela primeira vez atua fora do país, defendendo a Universidad de Burgos 
mas encerrou na quinta colocação da Superliga Espanhola A.
Repatriada pelo Finasa/Osasco reforçando-o nas disputas de 2005-06,foi medalhista de bronze no Torneio Top Volley de 2005 na Suíça sagrou-se campeã  invicta do Campeonato Paulista de 2005, além dos títulos do Torneio Internacional Salonpas Cup, a Copa São Paulo e os Jogos Regionais de Praia Grande.Disputou por esse clube a Superliga Brasileira A sagrando-se vice-campeã  desta edição e após esta edição, configurou sua primeira final,  estava de casamento marcado, com seu noivo Fernando, cuja data marcada é 5 de maio na igreja anglicana, período de férias no voleibol.
O Finasa/Osasco renovou com Fabiana para as competições do calendário esportivo 2006-07,  e atuando nesta equipe conquistou o título  dos Jogos Regionais de Caieiras, mesmo resultado obtido na Copa São Paulo de 2006, e nesse ano foi medalhista de prata no Torneio Internacional  Salonpas Cup; além disso foi vice-campeã dos Jogos Abertos de São Bernardo do Campo e obteve ainda o título do Campeonato Paulista de 2006 e disputou a Superliga Brasileira A 2006-07 sagrando-se vice-campeã desta edição.
No período esportivo 2007-08 foi contratada pela equipe catarinense do Brasil Telecom e obteve o título do estadual catarinense de 2007, além do quarto lugar da Copa Brasil de 2007.Por esse clube disputou a Liga Nacional de 2007, quando na conquistou o título e a qualificação para Superliga Brasileira A 2007-08, edição que disputou também por este clube encerrando na quarta posição.
E mais uma vez defendeu o Pinheiros/Mackenzie , sendo desta vez  vice-campeã paulista de 2008, bronze no Salonpas Cup de 2008 e eleita a Melhor Defesa e terminou na quinta colocação da Superliga Brasileira A 2008-09, após eliminação nas quartas de final .
Jogou pelo Sport/Banco BMG na temporada 2009-10 , e competiu na  correspondente Superliga Brasileira A ao final da competição ocupou o nono lugar, após esta temporada anunciou aposentadoria, passou a dedicar-se ao ramo imobiliário.

## Títulos e Resultados
- Campeonato Mundial : 7º lugar (2002) [19]
- Torneio Classificatório para o Campeonato Mundial de 2002: 1º lugar (2001)[15]
- Copa dos Campeões: 4º lugar (2001) [1]
- Grand Prix de Voleibol:5º lugar (2001) e 4º lugar (2002) [4]
- Campeonato Mundial Juvenil : 7º lugar (1993)[1]
- Superliga Brasileira A: 2º lugar (2005-06 e 2006-07), 3º lugar (2001-02 e 2002-03),  4º lugar (1997-98 e 2007-08),  5º lugar (1995-96, 1996-97 e 2008-09), 6º lugar (1998-99 e 1999-00),  7º lugar (1994-95, 2000-01 e 2003-04)[6], 9º lugar (2009-10)[43]
- Superliga Espanhola A: 5º lugar (2004-05)[21]
- Liga Nacional: 1º lugar (2007)[38]
- Copa Brasil: 3º lugar (1999) [4] e 4º lugar (2007) [37]
- Supercopa dos Campeões:1º lugar (2001) [2]
- Campeonato Paulista:1º lugar (2005[23], 2006[33]), 2º lugar (2000) , 3º lugar (1999)
- Jogos Regionais :1º lugar (2005[25], 2006[29])
- Campeonato Catarinense:1º lugar (2007)[36]
- Campeonato Carioca:1º lugar (2002)
- Campeonato Paranaense:2º lugar (2001) [2]
- Jogos Abertos do Interior :1º lugar (2006) [32]
- Copa São Paulo: 1º lugar (2000[10], 2005[25], 2006[30])
- Campeonato Brasileiro de Seleções Juvenil:1º lugar (1992,1993,1994 e 1995)[4]
- Campeonato Brasileiro de Seleções Infanto-Juvenil:1º lugar (1991, 1992)[4]

## Premiações Individuais
- Melhor Defensora do Salonpas Cup de 2008[40]